# 克里斯蒂安·拉森
克里斯蒂安·拉森（丹麥語：Kristian Larsen，1895年2月2日—1972年6月19日），丹麦男子竞技体操运动员。他曾代表丹麦获得1920年夏季奥运会体操比赛男子团体瑞典式银牌。他于1972年去世，享年77岁。